# Дайксельбах
Дайксельбах (нем. Deichselbach) — река в Германии, протекает по земле Бавария. Длина реки — 12,13 км, площадь водосборного бассейна — 25,76 км².
Дайксельбах течёт сперва на юг, потом — на запад. Впадает в Регниц с правой стороны, незадолго перед этим у Альтендорфа пересекая канал Рейн-Майн-Дунай.

## Достопримечательности
В Буттенхайме около моста через Дайксельбах установлена статуя католического святого Яна Непомуцкого. Памятник охраняется государством.